# 5103 Diviš
Az 5103 Diviš (ideiglenes jelöléssel 1986 RP1) a Naprendszer kisbolygóövében található aszteroida. Antonín Mrkos fedezte fel 1986. szeptember 4-én.